# Jerzy Szczepanik-Dzikowski
Jerzy Szczepanik-Dzikowski (ur. 1945 w Lublinie) – polski architekt, współzałożyciel i partner w pracowni architektonicznej JEMS Architekci, nauczyciel akademicki.

## Wykształcenie i kariera
W 1972 ukończył studia na Wydziale Architektury Politechniki Warszawskiej i rozpoczął pracę jako architekt. Współpracując z Markiem Budzyńskim i Andrzejem Szkopem zaprojektowali warszawski Ursynów Północny (1972-1979). W latach 1976 – 1979 wraz z Markiem Budzyńskim i Piotrem Wichą pracował nad planem pasma północnego Warszawy (1975-1979). W latach 1980–1984 najpierw z Jackiem Michalskim a następnie z Olgierdem Jagiełło tworzyli spółkę projektową, która w 1984 roku przekształciła się w pracownię autorską w ramach Spółdzielni Pracy Twórczej Architektów i Artystów Plastyków ESPEA. W tym samym roku został Prezesem Oddziału Warszawskiego SARP i pełnił tę funkcję do roku 1987. Od 1988 r. jego działalność architektoniczna ściśle związana jest z pracownią JEMS Architekci, którą założył razem z Olgierdem Jagiełło i Maciejem Miłobędzkim oraz Wojciechem Zychem reprezentującym spółdzielnię ESPEA. W latach 2001–2005 był Sekretarzem Izby Architektów..
Jego prace były wielokrotnie nagradzane. W roku 2002 został laureatem Honorowej Nagrody SARP, a w 2012 „za wybitne zasługi na rzecz architektury polskiej, za działalność na rzecz powstania samorządu zawodowego architektów” został przez prezydenta Bronisława Komorowskiego został odznaczony Krzyżem Oficerskim Orderu Odrodzenia Polski.

## JEMS Architekci
Impulsem do założenia firmy JEMS była wygrana w konkursie na projekt regulacji placu Piłsudskiego (wówczas Zwycięstwa) wraz z hotelem kongresowym. Nazwa JEMS pochodzi bezpośrednio od nazwisk założycieli: J – Jagiełło, M – Miłobędzki i S – Szczepanik. Z kolei E nawiązuje do nazwy spółdzielni ESPEA, która na początku działalności firmy była jej udziałowcem. W późniejszych latach do grona wspólników dołączyli Marcin Sadowski, Paweł Majkusiak, Marek Moskal i Andrzej Sidorowicz. Pierwszą realizacją dużej skali, która znacząco wpłynęła na rozwój pracowni była siedziba spółki Agora przy ul. Czerskiej w Warszawie. Do największych osiągnięć JEMS zalicza się projekty budynków publicznych, w tym m.in. Międzynarodowe Centrum Kongresowe w Katowicach, Bibliotekę Raczyńskich w Poznaniu czy Halę Koszyki w Warszawie.

## Działalność dydaktyczna
W latach 1980–1985 prowadził zajęcia dydaktyczne na Wydziale Architektury Politechniki Warszawskiej, a w latach 2010 – 2015 był promotorem prac dyplomowych na kierunku architektura na Politechnice Lubelskiej.

## Najważniejsze realizacje
- Ursynów Północny – zespół mieszkaniowy (1972−1979) – z M. Budzyńskim i A. Szkopem[6]
- GTC Mokotów Business Park – budynki biurowe: Mercury, Saturn, Mars, Neptun, Orion, Syriusz, Taurus (1995−2000)[7]
- Siedziba spółki Agora, ul. Czerska w Warszawie (2000)[8]
- Domy jednorodzinne na Bielanach w Warszawie[9] i w Łomiankach[10]  (2006 i 2008)
- Palmiarnia i restauracja w Warszawie (2009)[11]
- Międzynarodowe Centrum Kongresowe w Katowicach (2012)[12]
- Rozbudowa Biblioteki Raczyńskich w Poznaniu (2013)[13]
- Rewitalizacja Hali Koszyki w Warszawie (2016)[14]

## Najważniejsze konkursy[15]
- Ursynów Północny w Warszawie (1970) – I nagroda (z L. Borawskim i A. Szkopem)
- Osiedle Gospoda Targowa w Poznaniu (1980) – I nagroda (z J. Michalskim)
- Pasmo Owińska w Poznaniu (1981) – I nagroda (z J. Michalskim)
- Centrum Kostrzynia (1981) – I nagroda (z J. Michalskim)
- Zespół mieszkaniowy Lubostroń (1984) – I nagroda (z J. Michalskim)
- Hotel Kongresowy i regulacja Pl. Zwycięstwa (obecnie Piłsudskiego) w Warszawie (1988) − I nagroda (z M. Miłobędzkim i O. Jagiełłą)
- EXPO ’95 (konkurs międzynarodowy) w Wiedniu (1991) – IV nagroda (z M. Miłobędzkim i O. Jagiełło)
- Siedziba Agory S.A., ul. Czeska, Warszawa (1998) – I nagroda (w zespole JEMS Architekci)
- Świątynia Opatrzności Bożej (2000) – I nagroda równorzędna (w zespole JEMS Architekci)
- Plac Europejski w Kijowie (2005) – I nagroda (w zespole JEMS Architekci)
- Wydział Lingwistyki i Neofilologii Uniwersytetu Warszawskiego (2006) – II nagroda (w zespole JEMS Architekci)
- Międzynarodowe Centrum Kongresowe w Katowicach (2008) – I nagroda (w zespole JEMS Architekci)
- Zagospodarowanie okolic Stadionu Narodowego w Warszawie (2008) – I nagroda (w zespole JEMS Architekci)
- Teatr Nowy w Warszawie (2009) – II nagroda (w zespole JEMS Architekci)
- Stadion miejski w Łodzi (2009) – I nagroda (w zespole JEMS Architekci)
- Warsaw Airport City (2009) – I nagroda (w zespole JEMS Architekci)
- Kampus Polskiej Agencji Żeglugi Powietrznej (2016) – II Nagroda (w zespole JEMS Architekci)

## Rodzina
Jest wnukiem wynalazcy Jana Szczepanika.